# Tauraco corythaix

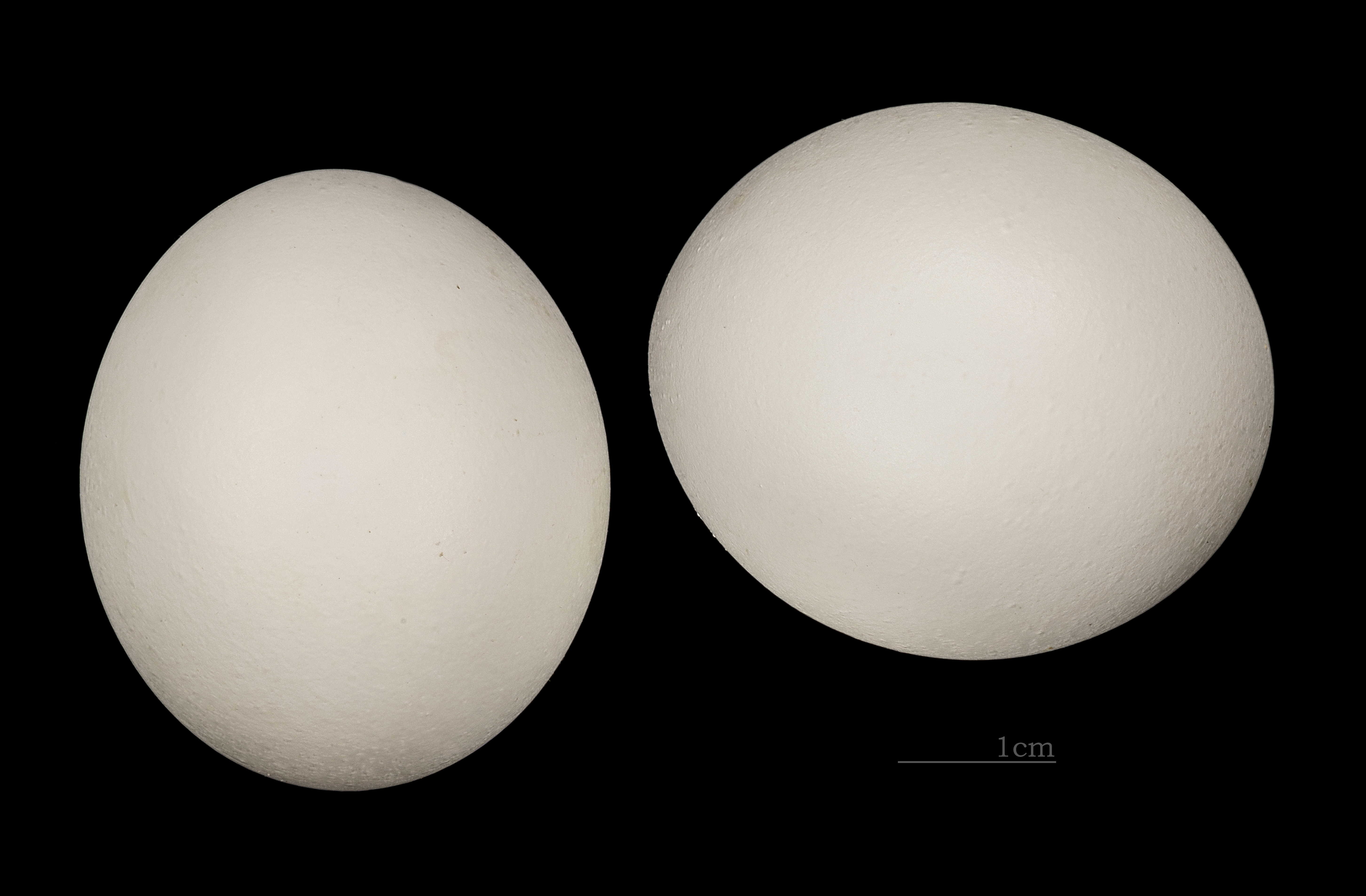
Tauraco corythaix

Il turaco verde del Sudafrica o turaco di Knysna (Tauraco corythaix Wagler, 1827) è un uccello della famiglia dei Musophagidae.

## Sistematica
Tauraco corythaix ha due sottospecie:
- Tauraco corythaix phoebus
- Tauraco corythaix corythaix

## Aspetti morfologici
È un turaco di 40–42 cm, dal piumaggio verde brillante uniforme; ha due linee bianche, molto appariscenti, sotto e di lato agli occhi; un cerchio rosso scuro circonda l'occhio bruno. Ha un becco piccolo ma robusto rosso-arancio. In volo si notano le penne primarie anch'esse di un rosso brillante. Possiede un'alta cresta verde e una lunga coda. I due sessi sono simili.

## Distribuzione e habitat
Questo uccello vive nel sud e ad est del Sudafrica, dove frequenta le foreste sempreverdi.

## Biologia
Si ciba principalmente di frutti, ma talvolta anche di insetti e di vermi terrestri. Depone due uova in un nido piatto fatto di rametti costruito in cima agli alberi.